# Eye (Suffolk)
Eye is een civil parish in het bestuurlijke gebied Mid Suffolk, in het Engelse graafschap Suffolk. De plaats telt 2154 inwoners.

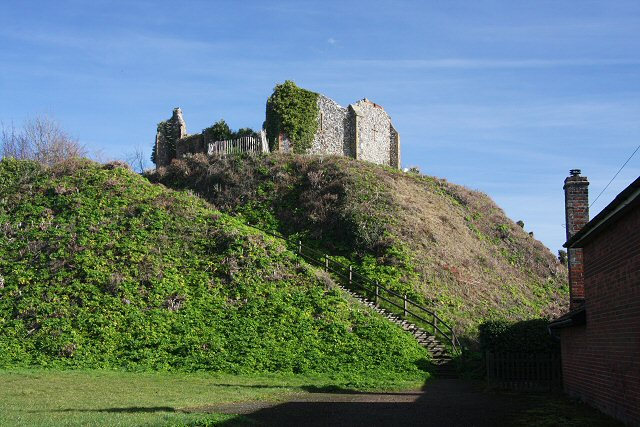
Kasteel van Eye
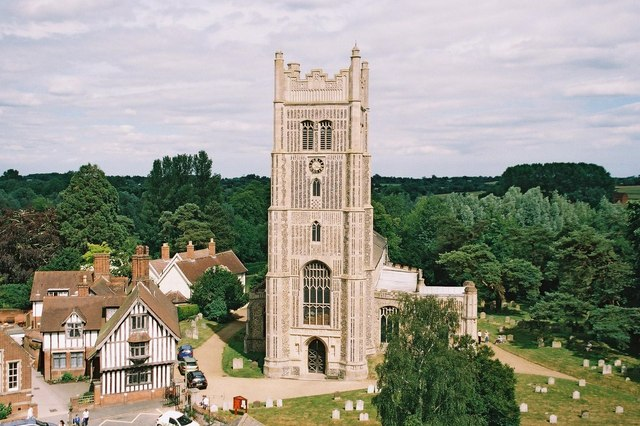
Parochiekerk

## Geboren
- Stuart O'Keefe (4 maart 1991), voetballer

## Partnerstad
- Frankrijk: Pouzauges